# Basecamp
Basecamp — інструмент для управління проєктами, який розповсюджується по публічно-хмарній моделі. Використовується для командної роботи над проєктами та задачами. Створений однойменною американською приватною компанією (до 2014 компанія мала назву 37signals). В процесі розробки та практичного використання Basecamp також був створений фреймворк Ruby on Rails.

## Історія
Basecamp планувалось використовувати як інструмент по керуванню проєктами для невеликих компаній, зі штатом у 3-5 працівників. В першу чергу система була розроблена для власного використання. Basecamp був запущений 1 лютого 2004 року після чотирьох місяців розробки та дизайну.
В грудні 2005 року 37signals анонсували нові можливості системи, з'явилася можливість збереження файлів на серверах компанії, а також була створена партнерська програма. Протягом наступних років функціональні можливості інструменту регулярно розширювалися.

## Функціонал
Ця система дуже проста у використанні, але разом з простотою їй гостро бракує життєво важливого функціонала для того, щоб її можна було використовувати в серйозних, більш-менш великих проєктах. Розробники з 37signals спростили все, що тільки можна було спростити: немає системи баг-трекінга — немає взагалі такого поняття як баг, неможливо простежити за станом проєкту, тільки за загальним прогресом і так далі.
Все спілкування відбувається у вигляді блогу, завдання ставляться як to-do списки, що зручно тільки в разі якихось загальних описів для розвитку проєкту. Також немає можливості складати звіти.
Проте у неї достатньо плюсів. Система легка в освоєнні, що дозволяє швидко почати роботу з нею, має гарний і швидкий вебінтерфейс, wiki-проєкти, блог тощо.
Систему можна рекомендувати невеликим командам і вільним розробникам.

## Конкуренти
Asana, Trello, Worksection, monday.com, Wrike